# Bathyconchoecia baskiae
Bathyconchoecia baskiae är en kräftdjursart som beskrevs av Poulsen 1969. Bathyconchoecia baskiae ingår i släktet Bathyconchoecia och familjen Halocyprididae. Inga underarter finns listade.